# Östra Viggesören
Östra Viggesören är en ö nära Kirjais i Nagu,  Finland. Den ligger i Skärgårdshavet i Pargas stad i den ekonomiska regionen  Åboland i landskapet Egentliga Finland, i den sydvästra delen av landet. Ön ligger omkring 5 kilometer sydväst om Kirjais, 12 kilometer söder om Nagu kyrka, 45 kilometer söder om Åbo och omkring 170 kilometer väster om Helsingfors. Närmaste allmänna förbindelse är förbindelsebryggan vid Östra Rockelholm som trafikeras av M/S Cheri.
Öns area är 11,1 hektar och dess största längd är 0,6 kilometer i nord-sydlig riktning. Ön höjer sig omkring 20 meter över havsytan.